# Hanno der Seefahrer

Die (vermutete) Route Hannos des Seefahrers

Hanno (* vor 530 v. Chr.; † ?), auch Hanno der Seefahrer, war ein karthagischer Seefahrer, der um das Jahr 530 bis 500 v. Chr. entlang der afrikanischen Westküste vermutlich bis in den Golf von Guinea segelte, um neue Handelswege zu erschließen. Sein Reisebericht Periplus ist in einer griechischen Übersetzung überliefert.